# Maria Luisa von Österreich-Toskana (1798–1857)

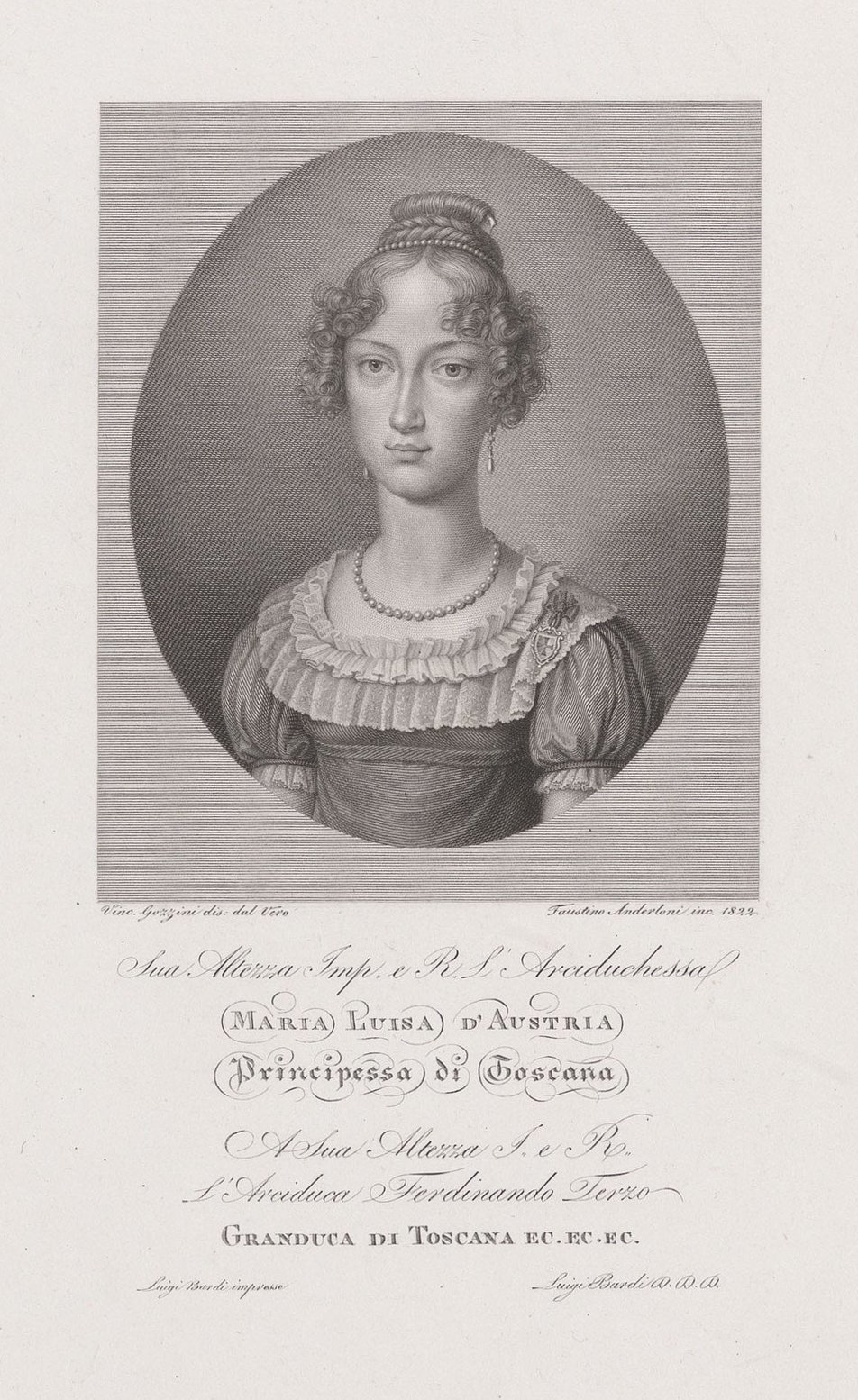
Maria Luisa von Österreich-Toskana

Maria Luisa von Österreich-Toskana (* 30. August 1798 in Florenz; † 15. Juni 1857 ebenda) war eine Erzherzogin von Österreich und Prinzessin der Toskana. Sie gehörte dem Haus Habsburg-Lothringen an.
Maria Luisa war die zweite Tochter von Großherzog Ferdinand III. der Toskana (1769–1824) und seiner ersten Gemahlin Luisa Maria von Neapel-Sizilien (1773–1802). Zu ihren Geschwistern gehörten Großherzog Leopold II. der Toskana (1797–1870) und Maria Theresia (1801–1855), Königin von Sardinien-Piemont.
Die Erzherzogin lebte am Hof ihres Bruders Leopold II. Sie blieb unverheiratet, insbesondere deshalb, weil sie körperlich missgebildet war und daher vom Volk als Gobbina (= „Die Bucklige“) bezeichnet wurde. Dieser Beiname war nicht negativ gemeint; vielmehr erfreute sie sich aufgrund ihrer karitativen Aktivitäten großer Beliebtheit. Sie war Äbtissin des Fräuleinstifts zur heiligen Anna in Würzburg. 1857 starb sie im Alter von 58 Jahren in Florenz und wurde in dieser Stadt auch beigesetzt.

## Archivinformationen
Die Briefe von Maria Luisa an ihre Cousine, Marie-Louise von Österreich, Herzogin von Parma, werden im Haus-, Hof- und Staatsarchiv in Wien aufbewahrt.